# Tomtabacken
Tomtabacken é a montanha mais alta da província histórica da Småland.

O seu ponto mais alto tem 377 metros.
Está localizada a 22 km da cidade de Nässjö.